# Лихацький Петро Григорович
Петро Григорович Лихацький  — український вчений у галузі біохімії. Доктор біологічних наук (2018), професор (2020), декан медичного факультету Тернопільського національного медичного університету імені І. Я. Горбачевського.

## Життєпис
У 1997 році вступив до Тернопільського державного педагогічного університету імені Володимира Гнатюка на хіміко-біологічний факультет. У 2002 році закінчив навчання у виші, отримавши диплом і кваліфікацію вчителя хімії та біології.
Від грудня 2002 року наукова, педагогічна й організаторська діяльність пов'язана з Тернопільським національним медичним університетом: працював на кафедрі загальної хімії (2002—2005), кафедрі фармакогнозії з медичною ботанікою (2005—2009), кафедрі фармацевтичної хімії (2009—2013), кафедрі медичної біохімії (з 2013 р. — по даний час). Пройшов шлях від старшого лаборанта до професора кафедри.
З червня 2014 по червень 2015 року — керівник навчального відділу Тернопільського державного медичного університету.
У червні 2015 року Конференцією трудового колективу Тернопільського державного медичного університету був обраний головою первинної профспілкової організації.
З жовтня 2019 року — декан медичного факультету та професор кафедри медичної біохімії ТНМУ.
Член Вченої ради ТНМУ.

## Наукова діяльність
Сфера наукових інтересів: біохімія вільних радикалів; гепатотоксикологія, дослідження порушень метаболізму в організмі тварин за умов ураження печінки та міокарду хімічними, фізичними та біологічними токсикантами, шляхи корекції виявлених порушень антиоксидантними, протизапальними, гепато- та кардіопротекторними властивостями, фармакокорекція токсичних уражень печінки, кардіопатій ішемічного ґенезу.
У 2007 році захистив кандидатську дисертацію на тему «Поєднаний вплив солей кобальту, кадмію, та Rg-променів на організм тварин та шляхи корекції виявлених порушень» за спеціальністю 03.00.04 — біохімія (науковий керівник — проф. Л. С. Фіра).
У 2018 році захистив докторську дисертацію на тему «Особливості перебігу окиснювальних процесів у щурів різного віку за умов ураження натрію нітритом та тютюновим димом та шляхи корекції виявлених порушень» за спеціальністю 03.00.04 — біохімія (науковий консультант — проф. Л. С. Фіра).
Доповідач на обласних, Всеукраїнських та міжнародних симпозіумах та конгресах.
Член спеціалізованої вченої ради Д 58.601.01 та К 58.601.04 на здобуття наукового ступеня доктора та кандидата наук.
Член редакційної колегії науково-практичних журналів «Здобутки клінічної і експериментальної медицини»  [Архівовано 17 травня 2021 у Wayback Machine.], «Вісник медичних та біологічних досліджень»  [Архівовано 8 листопада 2021 у Wayback Machine.], «Актуальні проблеми сучасної медицини»  [Архівовано 17 травня 2021 у Wayback Machine.] .

## Доробок
Автор та співавтор більше 250 наукових публікацій, 7 патентів на корисну модель, 5 інформаційних листів, 1 навчально-методичного посібника та 1 монографії.

### Окремі праці
1. Lykhatskyi PH. Development of oxidative stress and inflammatory processes in rats under nitrite-tobacco intoxication and after the use of enterosorption / PH. Lykhatskyi, LS, Fira IB., Ivanusa DB. Fira// Світ медицини та біології. — 2020. — № 2 (72). — Р. 180—185.
2. Rytsyk O. Experimental Evaluation of the Effectiveness of Resveratrol as an Antioxidant in Colon Cancer Prevention / O. Rytsyk, Y. Soroka, I. Shepet, Z. Vivchar, I. Andriichuk, P. Lykhatskyi, L. Fira, Z. Nebesna, S. Kramar, N Lisnychuk // Natural Product Communication. — 2020. — Vol. 15(6). — P. 1-10.
3. Yaremchuk O. Effect of L-arginine and aminoguanidine on the cytokine profile in obstetric antiphospholipid syndrome / O. Yaremchuk, K. Posokhova, P. Lykhatskyi, N. Letniak, I. Moseychuk// Regulatory Mechanisms in Biosystems. — 2020. — № (1). — С. 123—126.
4. Yaremchuk O. Production of reactive oxygen species and development of apoptosis in blood leukocytes in experimental antiphospholipid syndrome / O. Yaremchuk, K.Posokhova, P. Lykhatskyi, N. Letniak et.al. // Georgian Medical News. — 2020. — № 299. — Р. 120—125.
5. Kachur О, Fira L, Lykhatskyy P, Fira D, Kramar S. State of humoral immunity, cytokine status in rats under experimental carcinogenesis and applying enterosorporation and chemotherapeutic factors. Polski Merkuriusz Lekarski.2020;48(288);431-43.
6. Качур ОІ, Фіра ЛС, Лихацький ПГ.Ентеросорбція як перспективний метод усунення порушень в умовах індукованого канцерогенезу. Colloquium-journal. 2020;5(57):8-15.
7. Kachur O, Fira L, Lykhatskyy P. Inflammation and impact of vincristine and enterosorption use in chemically induced colon carcer in rats. International Journal of Medicine and Medical Research.2020;6(1):74-80
8. Качур ОІ, Фіра ЛС, Лихацький ПГ. Ендогенна інтоксикація в щурів з експериментальним канцерогенезом після застосування цитостатика на тлі сорбційної терапії. Медична та клінічна хімія. 2020;2:39-46.
9. Kachur O, Fira L, Lykhatskyy P. Garlitska N. Dynamics of changes in markers of endogenous intoxication of rats by imital column carcinogenesis and after application of vincristine on the background of enterosorption. Norwegian Journal of development of the International Science. 2020;46:3-8.
10. Никифорук АЯ, Фіра ЛС, Лихацький ПГ. Determination of the effective dose of dry extract Spinacia Oleracea L. leaf on the model of food deprivation in rats. International Independent Scientific Journal. — 2020. — № 14(1). — С. 47-51.
11. Грицишин ЛЄ, Фіра ЛС, Лихацький ПГ. Application of glutargin hepatoprotector to remove side action of cytostatics under experimental carcinogenesis. Sciences of Europe. — 2020. — № 48(2). — 26-33.
12. Lykhatskyi PH. Changes of cytolysis indicators in rats'blood resulted from simultaneous intoxication with tobacco smoke and sodium nitrite after using mildronate / Lykhatskyi PH., LS. Fira, NI. Garlitska, DB. Fira, MI. Kulitska, NYe. Lisnychuk// Georgian Medical News. — 2019. — № 296. — Р. 96-102.
13. Рицик ОБ., Фіра ЛС., Лихацький ПГ., Туйчиев ГУ. Зміни показників ендогенної інтокикації за експериментального канцерогенезу та після застосування ресвератолу. Sciences of Europe. — 2020. — № 53. — P. 27-31.
14. Shatynska, О., Tokarskyy, О., Lykhatskyi, P., Yaremchuk, O., Bandas, I., Mashtalir, A. 2020. Dietary supplementation with magnesium citrate may improve pancreatic metabolic indices in an alloxan-induced diabetes rat model. Potravinarstvo, vol. 14, no. 1, p. 836—846 https://doi.org/10.5219/1375.
15. Грицишин ЛЄ, Фіра ЛС, Лихацький ПГ. Активність цитолітичних процесів у щурів за умов хронічної неопластичної інтоксикації після застосування цитостатиків. Здобутки клінічної і експериментальної медицини. 2019. — № 2. — С. 105—111.
16. Гетьманюк ІБ, Небесна ЗМ, Шутурма ОЯ., Лихацький ПГ. Peculiarities of atrial cardiomyocytes'ultrastructural reorganization at experimental thermal injury and in conditions of application of lyophilized xenograft substrate. Вісник наукових досліджень — 2019. — № 2. — С. 105—109.
17. Никифорук АЯ, Фіра ЛС, Лихацький ПГ. Перспективність застосування густого екстракту зі шпинату городнього листя як мембранопротекторного засобу за умов токсичного гепатиту. Фармацевтичний часопис, — 2019. — № 3. — С. 74-82.
18. Рицик ОБ, Фіра ЛС, Лихацький ПГ. Вивчення мембрано-протекторних властивостей ресвератролу за умов неопластичної інтоксикації у щурів. Вісник проблем біології і медицини, — 2019. — № 2(1). — С. 187—190.
19. Рицик ОБ, Фіра ЛС, Лихацький ПГ. Динаміка активності вільнорадикальних процесів за умов канцерогенезу, індукованого диметилгідразин гідрохлоридом, і при застосуванні ресвератролу. Медична та клінічна хімія. — 2019. — № 1. — С, 17-24.
20. Пида ВП, Фіра ЛС, Лихацький ПГ. Встановлення умовно терапевтичної дози сухого екстракту з листя салату посівного на моделі тетрахлорометанового ураження печінки щурів. Український біофармацевтичний журнал. — 2019. — Т. 60, № 3. — С. 38-42.
21. Лихацький П. Г. Зміни запальних та біоенергетичних процесів у щурів, уражених натрію нітритом та тютюновим димом, після застосування мілдронату. / Лихацький П. Г.// Наук. зап. Терноп. нац. пед. ун-ту. Сер. Біол. 2018;1(72):102-110.